# UAE Tour 2020
L'UAE Tour 2020 fou la segona edició d'aquesta cursa ciclista masculina, organitzada als Emirats Àrabs Units. La cursa s'havia de disputar entre el 23 i el 27 de febrer, amb un recorregut inicialment previst de 1.122 km dividit en set etapes. La cursa formava part de l'UCI World Tour 2020.
La cursa es va celebrar durant l'epidèmia per coronavirus de 2019-2020, i després de la cinquena etapa dos auxiliars d'un dels equips van donar positiu en aquest virus. Les autoritats locals van posar en quarantena i van fer proves a tots els participants, inclosos els ciclistes, organitzadors i auxiliars dels equips, i van cancel·lar les dues etapes restants. Totes les proves efecutades als ciclistes van donar negatiu i a partir del 3 de març de 2020 la majoria d'equips abandonaren el país i van poder tornar a la rutina habitual, però quatre equips foren retinguts al seu hotel durant més d'una setmana.
El vencedor final fou el britànic Adam Yates (Mitchelton-Scott), líder de la cursa en el moment de la seva suspensió. L'acompanyaren al podi Tadej Pogačar (UAE Team Emirates) i Alexey Lutsenko (Team Astana).

## Equips participants
Vint equips prendran part a la cursa: divuit WorldTeams i dos equips continentals professionals.
| WorldTeams (18)- AG2R La Mondiale - Astana - Bahrain McLaren - Bora-Hansgrohe - CCC Team - Cofidis - Deceuninck-Quick Step - Groupama-FDJ - Israel Start-Up Nation - Lotto Soudal - Mitchelton-Scott - Movistar Team - NTT Pro Cycling - Ineos - Jumbo-Visma - Team Sunweb - Trek-Segafredo - UAE Team Emirates ProTeams (2)- Gazprom-RusVelo - Vini Zabù-KTM |
| |

## Etapes
| Etapa    | Data      | Ciutats d'etapa                     | type              | Distància (km) | Vencedor de l'etapa | Líder de la general |
| -------- | --------- | ----------------------------------- | ----------------- | -------------- | ------------------- | ------------------- |
| 1a etapa | 23 de feb | Palm Jumeirah – Dubai Silicon Oasis | etapa plana       | 148            | Pascal Ackermann    | Pascal Ackermann    |
| 2a etapa | 24 de feb | Hatta – Wadi Hatta Dam              | etapa accidentada | 168            | Caleb Ewan          | Caleb Ewan          |
| 3a etapa | 25 de feb | Al Qudra Lake – Jebel Hafeet        | etapa de muntanya | 184            | Adam Yates          | Adam Yates          |
| 4a etapa | 26 de feb | Zabeel Park – Dubai                 | etapa plana       | 173            | Dylan Groenewegen   | Adam Yates          |
| 5a etapa | 27 de feb | Al-Ain – Jebel Hafeet               | etapa de muntanya | 162            | Tadej Pogačar       | Adam Yates          |
| 6a etapa | 28 de feb | Ar Ruways – Al Mirfa                | etapa plana       | 158            | etapa cancel·lada   | etapa cancel·lada   |
| 7a etapa | 29 de feb | Al Maryah Island – Abu Dhabi        | etapa plana       | 127            | etapa cancel·lada   | etapa cancel·lada   |

### Etapa 1
| \| Classificació de l'etapa \| Classificació de l'etapa \| Classificació de l'etapa \| Classificació de l'etapa \| Classificació de l'etapa \| \| Corredor \| Corredor \| Equip \| Temps \| \| \| ------------------------ \| ------------------------ \| ------------------------ \| ------------------------ \| ------------------------ \| \| 1r \| Pascal Ackermann \| Bora-Hansgrohe \| 3h 29' 19" \| \| \| 2n \| Caleb Ewan \| Lotto-Soudal \| + 0" \| \| \| 3r \| Rudy Barbier \| Israel Start-Up Nation \| + 0" \| \| \| 4t \| Dylan Groenewegen \| Jumbo-Visma \| + 0" \| \| \| 5è \| Luka Mezgec \| Mitchelton-Scott \| + 0" \| \| \| 6è \| Alberto Dainese \| Team Sunweb \| + 0" \| \| \| 7è \| Jakub Mareczko \| CCC Team \| + 0" \| \| \| 8è \| Max Walscheid \| NTT Pro Cycling \| + 0" \| \| \| 9è \| José Joaquín Rojas Gil \| Movistar Team \| + 0" \| \| \| 10è \| Andrea Vendrame \| AG2R La Mondiale \| + 0" \| \| |                        |                        |            |
| |                        |                        |            |
| Font: ProCyclingStats |                        |                        |            |
| Classificació de l'etapa |                        |                        |            |
| Corredor | Corredor               | Equip                  | Temps      |
| 1r | Pascal Ackermann       | Bora-Hansgrohe         | 3h 29' 19" |
| 2n | Caleb Ewan             | Lotto-Soudal           | + 0"       |
| 3r | Rudy Barbier           | Israel Start-Up Nation | + 0"       |
| 4t | Dylan Groenewegen      | Jumbo-Visma            | + 0"       |
| 5è | Luka Mezgec            | Mitchelton-Scott       | + 0"       |
| 6è | Alberto Dainese        | Team Sunweb            | + 0"       |
| 7è | Jakub Mareczko         | CCC Team               | + 0"       |
| 8è | Max Walscheid          | NTT Pro Cycling        | + 0"       |
| 9è | José Joaquín Rojas Gil | Movistar Team          | + 0"       |
| 10è | Andrea Vendrame        | AG2R La Mondiale       | + 0"       |

| \| Classificació general \| Classificació general \| Classificació general \| Classificació general \| Classificació general \| \| Corredor \| Corredor \| Equip \| Temps \| \| \| --------------------- \| --------------------- \| ---------------------- \| --------------------- \| --------------------- \| \| 1r \| Pascal Ackermann \| Bora-Hansgrohe \| 3h 29' 19" \| \| \| 2n \| Caleb Ewan \| Lotto-Soudal \| + 4" \| \| \| 3r \| Veljko Stojnić \| Vini Zabù-KTM \| + 5" \| \| \| 4t \| Rudy Barbier \| Israel Start-Up Nation \| + 6" \| \| \| 5è \| Leonardo Tortomasi \| Vini Zabù-KTM \| + 6" \| \| \| 6è \| Nicolai Cherkasov \| Gazprom-RusVelo \| + 7" \| \| \| 7è \| Dylan Groenewegen \| Jumbo-Visma \| + 10" \| \| \| 8è \| Luka Mezgec \| Mitchelton-Scott \| + 10" \| \| \| 9è \| Alberto Dainese \| Team Sunweb \| + 10" \| \| \| 10è \| Jakub Mareczko \| CCC Team \| + 10" \| \| |                    |                        |            |
| |                    |                        |            |
| Font: ProCyclingStats |                    |                        |            |
| Classificació general |                    |                        |            |
| Corredor | Corredor           | Equip                  | Temps      |
| 1r | Pascal Ackermann   | Bora-Hansgrohe         | 3h 29' 19" |
| 2n | Caleb Ewan         | Lotto-Soudal           | + 4"       |
| 3r | Veljko Stojnić     | Vini Zabù-KTM          | + 5"       |
| 4t | Rudy Barbier       | Israel Start-Up Nation | + 6"       |
| 5è | Leonardo Tortomasi | Vini Zabù-KTM          | + 6"       |
| 6è | Nicolai Cherkasov  | Gazprom-RusVelo        | + 7"       |
| 7è | Dylan Groenewegen  | Jumbo-Visma            | + 10"      |
| 8è | Luka Mezgec        | Mitchelton-Scott       | + 10"      |
| 9è | Alberto Dainese    | Team Sunweb            | + 10"      |
| 10è | Jakub Mareczko     | CCC Team               | + 10"      |

### Etapa 2
| \| Classificació de l'etapa \| Classificació de l'etapa \| Classificació de l'etapa \| Classificació de l'etapa \| Classificació de l'etapa \| \| Corredor \| Corredor \| Equip \| Temps \| \| \| ------------------------ \| ------------------------ \| ------------------------ \| ------------------------ \| ------------------------ \| \| 1r \| Caleb Ewan \| Lotto-Soudal \| 4h 18' 16" \| \| \| 2n \| Sam Bennett \| Deceuninck-Quick Step \| + 2" \| \| \| 3r \| Arnaud Démare \| Groupama-FDJ \| + 4" \| \| \| 4t \| Diego Ulissi \| UAE Team Emirates \| + 4" \| \| \| 5è \| Rick Zabel \| Israel Start-Up Nation \| + 4" \| \| \| 6è \| Andrea Vendrame \| AG2R La Mondiale \| + 4" \| \| \| 7è \| Luka Mezgec \| Mitchelton-Scott \| + 4" \| \| \| 8è \| Adam Yates \| Mitchelton-Scott \| + 4" \| \| \| 9è \| Tadej Pogačar \| UAE Team Emirates \| + 4" \| \| \| 10è \| David Gaudu \| Groupama-FDJ \| + 4" \| \| |                 |                        |            |
| |                 |                        |            |
| Font: ProCyclingStats |                 |                        |            |
| Classificació de l'etapa |                 |                        |            |
| Corredor | Corredor        | Equip                  | Temps      |
| 1r | Caleb Ewan      | Lotto-Soudal           | 4h 18' 16" |
| 2n | Sam Bennett     | Deceuninck-Quick Step  | + 2"       |
| 3r | Arnaud Démare   | Groupama-FDJ           | + 4"       |
| 4t | Diego Ulissi    | UAE Team Emirates      | + 4"       |
| 5è | Rick Zabel      | Israel Start-Up Nation | + 4"       |
| 6è | Andrea Vendrame | AG2R La Mondiale       | + 4"       |
| 7è | Luka Mezgec     | Mitchelton-Scott       | + 4"       |
| 8è | Adam Yates      | Mitchelton-Scott       | + 4"       |
| 9è | Tadej Pogačar   | UAE Team Emirates      | + 4"       |
| 10è | David Gaudu     | Groupama-FDJ           | + 4"       |

| \| Classificació general \| Classificació general \| Classificació general \| Classificació general \| Classificació general \| \| Corredor \| Corredor \| Equip \| Temps \| \| \| --------------------- \| --------------------- \| ---------------------- \| --------------------- \| --------------------- \| \| 1r \| Caleb Ewan \| Lotto-Soudal \| 7h 47' 19" \| \| \| 2n \| Sam Bennett \| Deceuninck-Quick Step \| + 12" \| \| \| 3r \| Arnaud Démare \| Groupama-FDJ \| + 16" \| \| \| 4t \| Nicolai Cherkasov \| Gazprom-RusVelo \| + 17" \| \| \| 5è \| Aleksei Lutsenko \| Astana \| + 19" \| \| \| 6è \| Luka Mezgec \| Mitchelton-Scott \| + 20" \| \| \| 7è \| Andrea Vendrame \| AG2R La Mondiale \| + 20" \| \| \| 8è \| Rick Zabel \| Israel Start-Up Nation \| + 20" \| \| \| 9è \| Wilco Kelderman \| Team Sunweb \| + 20" \| \| \| 10è \| David Gaudu \| Groupama-FDJ \| + 20" \| \| |                   |                        |            |
| |                   |                        |            |
| Font: ProCyclingStats |                   |                        |            |
| Classificació general |                   |                        |            |
| Corredor | Corredor          | Equip                  | Temps      |
| 1r | Caleb Ewan        | Lotto-Soudal           | 7h 47' 19" |
| 2n | Sam Bennett       | Deceuninck-Quick Step  | + 12"      |
| 3r | Arnaud Démare     | Groupama-FDJ           | + 16"      |
| 4t | Nicolai Cherkasov | Gazprom-RusVelo        | + 17"      |
| 5è | Aleksei Lutsenko  | Astana                 | + 19"      |
| 6è | Luka Mezgec       | Mitchelton-Scott       | + 20"      |
| 7è | Andrea Vendrame   | AG2R La Mondiale       | + 20"      |
| 8è | Rick Zabel        | Israel Start-Up Nation | + 20"      |
| 9è | Wilco Kelderman   | Team Sunweb            | + 20"      |
| 10è | David Gaudu       | Groupama-FDJ           | + 20"      |

### Etapa 3
| \| Classificació de l'etapa \| Classificació de l'etapa \| Classificació de l'etapa \| Classificació de l'etapa \| Classificació de l'etapa \| \| Corredor \| Corredor \| Equip \| Temps \| \| \| ------------------------ \| ------------------------ \| ------------------------ \| ------------------------ \| ------------------------ \| \| 1r \| Adam Yates \| Mitchelton-Scott \| 4h 42' 33" \| \| \| 2n \| Tadej Pogačar \| UAE Team Emirates \| + 1' 03" \| \| \| 3r \| Aleksei Lutsenko \| Astana \| + 1' 30" \| \| \| 4t \| David Gaudu \| Groupama-FDJ \| + 1' 30" \| \| \| 5è \| Rafał Majka \| Bora-Hansgrohe \| + 1' 30" \| \| \| 6è \| Diego Ulissi \| UAE Team Emirates \| + 1' 56" \| \| \| 7è \| Patrick Konrad \| Bora-Hansgrohe \| + 1' 56" \| \| \| 8è \| Gorka Izagirre Insausti \| Astana \| + 1' 56" \| \| \| 9è \| Jesús Herrada López \| Cofidis \| + 1' 56" \| \| \| 10è \| Edward Dunbar \| Team Ineos \| + 1' 56" \| \| |                         |                   |            |
| |                         |                   |            |
| Font: ProCyclingStats |                         |                   |            |
| Classificació de l'etapa |                         |                   |            |
| Corredor | Corredor                | Equip             | Temps      |
| 1r | Adam Yates              | Mitchelton-Scott  | 4h 42' 33" |
| 2n | Tadej Pogačar           | UAE Team Emirates | + 1' 03"   |
| 3r | Aleksei Lutsenko        | Astana            | + 1' 30"   |
| 4t | David Gaudu             | Groupama-FDJ      | + 1' 30"   |
| 5è | Rafał Majka             | Bora-Hansgrohe    | + 1' 30"   |
| 6è | Diego Ulissi            | UAE Team Emirates | + 1' 56"   |
| 7è | Patrick Konrad          | Bora-Hansgrohe    | + 1' 56"   |
| 8è | Gorka Izagirre Insausti | Astana            | + 1' 56"   |
| 9è | Jesús Herrada López     | Cofidis           | + 1' 56"   |
| 10è | Edward Dunbar           | Team Ineos        | + 1' 56"   |

| \| Classificació general \| Classificació general \| Classificació general \| Classificació general \| Classificació general \| \| Corredor \| Corredor \| Equip \| Temps \| \| \| --------------------- \| --------------------- \| --------------------- \| --------------------- \| --------------------- \| \| 1r \| Adam Yates \| Mitchelton-Scott \| 12h 30' 02" \| \| \| 2n \| Tadej Pogačar \| UAE Team Emirates \| + 1' 07" \| \| \| 3r \| Aleksei Lutsenko \| Astana \| + 1' 35" \| \| \| 4t \| David Gaudu \| Groupama-FDJ \| + 1' 40" \| \| \| 5è \| Rafał Majka \| Bora-Hansgrohe \| + 1' 40" \| \| \| 6è \| Wilco Kelderman \| Team Sunweb \| + 2' 06" \| \| \| 7è \| Diego Ulissi \| UAE Team Emirates \| + 2' 06" \| \| \| 8è \| Patrick Konrad \| Bora-Hansgrohe \| + 2' 06" \| \| \| 9è \| Jesús Herrada López \| Cofidis \| + 2' 06" \| \| \| 10è \| Edward Dunbar \| Team Ineos \| + 2' 06" \| \| |                     |                   |             |
| |                     |                   |             |
| Font: ProCyclingStats |                     |                   |             |
| Classificació general |                     |                   |             |
| Corredor | Corredor            | Equip             | Temps       |
| 1r | Adam Yates          | Mitchelton-Scott  | 12h 30' 02" |
| 2n | Tadej Pogačar       | UAE Team Emirates | + 1' 07"    |
| 3r | Aleksei Lutsenko    | Astana            | + 1' 35"    |
| 4t | David Gaudu         | Groupama-FDJ      | + 1' 40"    |
| 5è | Rafał Majka         | Bora-Hansgrohe    | + 1' 40"    |
| 6è | Wilco Kelderman     | Team Sunweb       | + 2' 06"    |
| 7è | Diego Ulissi        | UAE Team Emirates | + 2' 06"    |
| 8è | Patrick Konrad      | Bora-Hansgrohe    | + 2' 06"    |
| 9è | Jesús Herrada López | Cofidis           | + 2' 06"    |
| 10è | Edward Dunbar       | Team Ineos        | + 2' 06"    |

### Etapa 4
| \| Classificació de l'etapa \| Classificació de l'etapa \| Classificació de l'etapa \| Classificació de l'etapa \| Classificació de l'etapa \| \| Corredor \| Corredor \| Equip \| Temps \| \| \| ------------------------ \| ------------------------ \| ------------------------ \| ------------------------ \| ------------------------ \| \| 1r \| Dylan Groenewegen \| Jumbo-Visma \| 4h 16' 13" \| \| \| 2n \| Fernando Gaviria Rendón \| UAE Team Emirates \| + 0" \| \| \| 3r \| Pascal Ackermann \| Bora-Hansgrohe \| + 0" \| \| \| 4t \| Sam Bennett \| Deceuninck-Quick Step \| + 0" \| \| \| 5è \| Caleb Ewan \| Lotto-Soudal \| + 0" \| \| \| 6è \| Kaden Groves \| Mitchelton-Scott \| + 0" \| \| \| 7è \| Jakub Mareczko \| CCC Team \| + 0" \| \| \| 8è \| Attilio Viviani \| Cofidis \| + 0" \| \| \| 9è \| Rudy Barbier \| Israel Start-Up Nation \| + 0" \| \| \| 10è \| Max Walscheid \| NTT Pro Cycling \| + 0" \| \| |                         |                        |            |
| |                         |                        |            |
| Font: ProCyclingStats |                         |                        |            |
| Classificació de l'etapa |                         |                        |            |
| Corredor | Corredor                | Equip                  | Temps      |
| 1r | Dylan Groenewegen       | Jumbo-Visma            | 4h 16' 13" |
| 2n | Fernando Gaviria Rendón | UAE Team Emirates      | + 0"       |
| 3r | Pascal Ackermann        | Bora-Hansgrohe         | + 0"       |
| 4t | Sam Bennett             | Deceuninck-Quick Step  | + 0"       |
| 5è | Caleb Ewan              | Lotto-Soudal           | + 0"       |
| 6è | Kaden Groves            | Mitchelton-Scott       | + 0"       |
| 7è | Jakub Mareczko          | CCC Team               | + 0"       |
| 8è | Attilio Viviani         | Cofidis                | + 0"       |
| 9è | Rudy Barbier            | Israel Start-Up Nation | + 0"       |
| 10è | Max Walscheid           | NTT Pro Cycling        | + 0"       |

| \| Classificació general \| Classificació general \| Classificació general \| Classificació general \| Classificació general \| \| Corredor \| Corredor \| Equip \| Temps \| \| \| --------------------- \| --------------------- \| --------------------- \| --------------------- \| --------------------- \| \| 1r \| Adam Yates \| Mitchelton-Scott \| 16h 46' 15" \| \| \| 2n \| Tadej Pogačar \| UAE Team Emirates \| + 1' 07" \| \| \| 3r \| Aleksei Lutsenko \| Astana \| + 1' 35" \| \| \| 4t \| David Gaudu \| Groupama-FDJ \| + 1' 40" \| \| \| 5è \| Rafał Majka \| Bora-Hansgrohe \| + 1' 40" \| \| \| 6è \| Jesús Herrada López \| Cofidis \| + 2' 05" \| \| \| 7è \| Wilco Kelderman \| Team Sunweb \| + 2' 06" \| \| \| 8è \| Diego Ulissi \| UAE Team Emirates \| + 2' 06" \| \| \| 9è \| Patrick Konrad \| Bora-Hansgrohe \| + 2' 06" \| \| \| 10è \| Edward Dunbar \| Team Ineos \| + 2' 06" \| \| |                     |                   |             |
| |                     |                   |             |
| Font: ProCyclingStats |                     |                   |             |
| Classificació general |                     |                   |             |
| Corredor | Corredor            | Equip             | Temps       |
| 1r | Adam Yates          | Mitchelton-Scott  | 16h 46' 15" |
| 2n | Tadej Pogačar       | UAE Team Emirates | + 1' 07"    |
| 3r | Aleksei Lutsenko    | Astana            | + 1' 35"    |
| 4t | David Gaudu         | Groupama-FDJ      | + 1' 40"    |
| 5è | Rafał Majka         | Bora-Hansgrohe    | + 1' 40"    |
| 6è | Jesús Herrada López | Cofidis           | + 2' 05"    |
| 7è | Wilco Kelderman     | Team Sunweb       | + 2' 06"    |
| 8è | Diego Ulissi        | UAE Team Emirates | + 2' 06"    |
| 9è | Patrick Konrad      | Bora-Hansgrohe    | + 2' 06"    |
| 10è | Edward Dunbar       | Team Ineos        | + 2' 06"    |

### Etapa 5
| \| Classificació de l'etapa \| Classificació de l'etapa \| Classificació de l'etapa \| Classificació de l'etapa \| Classificació de l'etapa \| \| Corredor \| Corredor \| Equip \| Temps \| \| \| ------------------------ \| --------------------------- \| ------------------------ \| ------------------------ \| ------------------------ \| \| 1r \| Tadej Pogačar \| UAE Team Emirates \| 3h 48' 53" \| \| \| 2n \| Aleksei Lutsenko \| Astana \| + 0" \| \| \| 3r \| Adam Yates \| Mitchelton-Scott \| + 0" \| \| \| 4t \| David Gaudu \| Groupama-FDJ \| + 4" \| \| \| 5è \| Ilnur Zakarin \| CCC Team \| + 7" \| \| \| 6è \| Davide Formolo \| UAE Team Emirates \| + 23" \| \| \| 7è \| Alejandro Valverde Belmonte \| Movistar Team \| + 23" \| \| \| 8è \| Wilco Kelderman \| Team Sunweb \| + 24" \| \| \| 9è \| Víctor de la Parte González \| CCC Team \| + 24" \| \| \| 10è \| Rafał Majka \| Bora-Hansgrohe \| + 27" \| \| |                             |                   |            |
| |                             |                   |            |
| Font: ProCyclingStats |                             |                   |            |
| Classificació de l'etapa |                             |                   |            |
| Corredor | Corredor                    | Equip             | Temps      |
| 1r | Tadej Pogačar               | UAE Team Emirates | 3h 48' 53" |
| 2n | Aleksei Lutsenko            | Astana            | + 0"       |
| 3r | Adam Yates                  | Mitchelton-Scott  | + 0"       |
| 4t | David Gaudu                 | Groupama-FDJ      | + 4"       |
| 5è | Ilnur Zakarin               | CCC Team          | + 7"       |
| 6è | Davide Formolo              | UAE Team Emirates | + 23"      |
| 7è | Alejandro Valverde Belmonte | Movistar Team     | + 23"      |
| 8è | Wilco Kelderman             | Team Sunweb       | + 24"      |
| 9è | Víctor de la Parte González | CCC Team          | + 24"      |
| 10è | Rafał Majka                 | Bora-Hansgrohe    | + 27"      |

| \| Classificació general \| Classificació general \| Classificació general \| Classificació general \| Classificació general \| \| Corredor \| Corredor \| Equip \| Temps \| \| \| --------------------- \| --------------------------- \| --------------------- \| --------------------- \| --------------------- \| \| 1r \| Adam Yates \| Mitchelton-Scott \| 20h 35' 04" \| \| \| 2n \| Tadej Pogačar \| UAE Team Emirates \| + 1' 01" \| \| \| 3r \| Aleksei Lutsenko \| Astana \| + 1' 33" \| \| \| 4t \| David Gaudu \| Groupama-FDJ \| + 1' 48" \| \| \| 5è \| Rafał Majka \| Bora-Hansgrohe \| + 2' 11" \| \| \| 6è \| Wilco Kelderman \| Team Sunweb \| + 2' 34" \| \| \| 7è \| Ilnur Zakarin \| CCC Team \| + 2' 34" \| \| \| 8è \| Davide Formolo \| UAE Team Emirates \| + 2' 39" \| \| \| 9è \| Diego Ulissi \| UAE Team Emirates \| + 2' 47" \| \| \| 10è \| Víctor de la Parte González \| CCC Team \| + 2' 51" \| \| |                             |                   |             |
| |                             |                   |             |
| Font: ProCyclingStats |                             |                   |             |
| Classificació general |                             |                   |             |
| Corredor | Corredor                    | Equip             | Temps       |
| 1r | Adam Yates                  | Mitchelton-Scott  | 20h 35' 04" |
| 2n | Tadej Pogačar               | UAE Team Emirates | + 1' 01"    |
| 3r | Aleksei Lutsenko            | Astana            | + 1' 33"    |
| 4t | David Gaudu                 | Groupama-FDJ      | + 1' 48"    |
| 5è | Rafał Majka                 | Bora-Hansgrohe    | + 2' 11"    |
| 6è | Wilco Kelderman             | Team Sunweb       | + 2' 34"    |
| 7è | Ilnur Zakarin               | CCC Team          | + 2' 34"    |
| 8è | Davide Formolo              | UAE Team Emirates | + 2' 39"    |
| 9è | Diego Ulissi                | UAE Team Emirates | + 2' 47"    |
| 10è | Víctor de la Parte González | CCC Team          | + 2' 51"    |

### Etapa 6 i 7
Etapes anulades.

## Classificació final
| \| Classificació general \| Classificació general \| Classificació general \| Classificació general \| Classificació general \| \| Corredor \| Corredor \| Equip \| Temps \| \| \| --------------------- \| --------------------------- \| --------------------- \| --------------------- \| --------------------- \| \| 1r \| Adam Yates \| Mitchelton-Scott \| 20h 35' 04" \| \| \| 2n \| Tadej Pogačar \| UAE Team Emirates \| + 1' 01" \| \| \| 3r \| Aleksei Lutsenko \| Astana \| + 1' 33" \| \| \| 4t \| David Gaudu \| Groupama-FDJ \| + 1' 48" \| \| \| 5è \| Rafał Majka \| Bora-Hansgrohe \| + 2' 11" \| \| \| 6è \| Wilco Kelderman \| Team Sunweb \| + 2' 34" \| \| \| 7è \| Ilnur Zakarin \| CCC Team \| + 2' 34" \| \| \| 8è \| Davide Formolo \| UAE Team Emirates \| + 2' 39" \| \| \| 9è \| Diego Ulissi \| UAE Team Emirates \| + 2' 47" \| \| \| 10è \| Víctor de la Parte González \| CCC Team \| + 2' 51" \| \| |                             |                   |             |
| |                             |                   |             |
| Font: ProCyclingStats |                             |                   |             |
| Classificació general |                             |                   |             |
| Corredor | Corredor                    | Equip             | Temps       |
| 1r | Adam Yates                  | Mitchelton-Scott  | 20h 35' 04" |
| 2n | Tadej Pogačar               | UAE Team Emirates | + 1' 01"    |
| 3r | Aleksei Lutsenko            | Astana            | + 1' 33"    |
| 4t | David Gaudu                 | Groupama-FDJ      | + 1' 48"    |
| 5è | Rafał Majka                 | Bora-Hansgrohe    | + 2' 11"    |
| 6è | Wilco Kelderman             | Team Sunweb       | + 2' 34"    |
| 7è | Ilnur Zakarin               | CCC Team          | + 2' 34"    |
| 8è | Davide Formolo              | UAE Team Emirates | + 2' 39"    |
| 9è | Diego Ulissi                | UAE Team Emirates | + 2' 47"    |
| 10è | Víctor de la Parte González | CCC Team          | + 2' 51"    |

## Evolució de les classificacions
| Etapa                  | Vencedor               | Classificació general | Classificació per punts | Classificació dels esprints | Classificació dels joves |
| ---------------------- | ---------------------- | --------------------- | ----------------------- | --------------------------- | ------------------------ |
| 1                      | Pascal Ackermann       | Pascal Ackermann      | Pascal Ackermann        | Veljko Stojnić              | Veljko Stojnić           |
| 2                      | Caleb Ewan             | Caleb Ewan            | Caleb Ewan              | Veljko Stojnić              | Nikolay Cherkasov        |
| 3                      | Adam Yates             | Adam Yates            | Caleb Ewan              | Veljko Stojnić              | Tadej Pogačar            |
| 4                      | Dylan Groenewegen      | Adam Yates            | Caleb Ewan              | Veljko Stojnić              | Tadej Pogačar            |
| 5                      | Tadej Pogačar          | Adam Yates            | Caleb Ewan              | Veljko Stojnić              | Tadej Pogačar            |
| 6                      | Sense vencedor         | Adam Yates            | Caleb Ewan              | Veljko Stojnić              | Tadej Pogačar            |
| 7                      | Sense vencedor         | Adam Yates            | Caleb Ewan              | Veljko Stojnić              | Tadej Pogačar            |
| Classificacions finals | Classificacions finals | Adam Yates            | Caleb Ewan              | Veljko Stojnić              | Tadej Pogačar            |

## Llista de participants
| AG2R La Mondiale ALM | AG2R La Mondiale ALM    | AG2R La Mondiale ALM |
| -------------------- | ----------------------- | -------------------- |
| Núm                  | Ciclista                | Pos                  |
| 1                    | François Bidard (FRA)   | 31è                  |
| 2                    | Geoffrey Bouchard (FRA) | 18è                  |
| 3                    | Clément Chevrier (FRA)  | 34è                  |
| 4                    | Andrea Vendrame (ITA)   | 54è                  |
| 5                    | Jaakko Hänninen (FIN)   | 25è                  |
| 6                    | Quentin Jauregui (FRA)  | 39è                  |
| 7                    | Lawrence Warbasse (USA) | 37è                  |

| Astana AST | Astana AST                         | Astana AST |
| ---------- | ---------------------------------- | ---------- |
| Núm        | Ciclista                           | Pos        |
| 11         | Aleksei Lutsenko (KAZ) (ruta)      | 3r         |
| 12         | Hernando Bohórquez (COL)           | 38è        |
| 13         | Omar Fraile Matarranz (ESP)        | 66è        |
| 14         | Gorka Izagirre Insausti (ESP)      | 20è        |
| 15         | Merhawi Kudus (ERI)                | 26è        |
| 16         | Óscar Rodríguez Garaicoechea (ESP) | 23è        |
| 17         | Jonas Gregaard Wilsly (DEN)        | 81è        |

| Bahrain McLaren TBM | Bahrain McLaren TBM      | Bahrain McLaren TBM |
| ------------------- | ------------------------ | ------------------- |
| Núm                 | Ciclista                 | Pos                 |
| 21                  | Mark Cavendish (GBR)     | 116è                |
| 22                  | Yukiya Arashiro (JPN)    | 49è                 |
| 23                  | Enrico Battaglin (ITA)   | 92è                 |
| 24                  | Eros Capecchi (ITA)      | 35è                 |
| 25                  | Marco Haller (AUT)       | 96è                 |
| 26                  | Wout Poels (NED)         | 21è                 |
| 27                  | Rafael Valls Ferri (ESP) | 44è                 |

| Bora-Hansgrohe BOH | Bora-Hansgrohe BOH          | Bora-Hansgrohe BOH |
| ------------------ | --------------------------- | ------------------ |
| Núm                | Ciclista                    | Pos                |
| 31                 | Pascal Ackermann (GER)      | 132è               |
| 32                 | Emanuel Buchmann (GER)      | NP-4               |
| 33                 | Patrick Konrad (AUT) (ruta) | 13è                |
| 34                 | Rafał Majka (POL)           | 5è                 |
| 35                 | Gregor Mühlberger (AUT)     | 58è                |
| 36                 | Michael Schwarzmann (GER)   | 125è               |
| 37                 | Rüdiger Selig (GER)         | 130è               |

| CCC Team CCC | CCC Team CCC                         | CCC Team CCC |
| ------------ | ------------------------------------ | ------------ |
| Núm          | Ciclista                             | Pos          |
| 41           | Ilnur Zakarin (RUS)                  | 7è           |
| 42           | Víctor de la Parte González (ESP)    | 10è          |
| 43           | Kamil Gradek (POL)                   | 77è          |
| 44           | Jan Hirt (CZE)                       | 62è          |
| 45           | Pàvel Koixetkov (RUS)                | 30è          |
| 46           | Jakub Mareczko (ITA)                 | 119è         |
| 47           | Francisco José Ventoso Alberdi (ESP) | 97è          |

| Cofidis COF | Cofidis COF               | Cofidis COF |
| ----------- | ------------------------- | ----------- |
| Núm         | Ciclista                  | Pos         |
| 51          | Jesús Herrada López (ESP) | 16è         |
| 52          | Natnael Berhane (ERI)     | 40è         |
| 53          | Nathan Haas (AUS)         | 103è        |
| 54          | Jesper Hansen (DEN)       | 53è         |
| 55          | José Herrada López (ESP)  | 50è         |
| 56          | Stéphane Rossetto (FRA)   | 73è         |
| 57          | Attilio Viviani (ITA)     | 118è        |

| Deceuninck-Quick Step DQT | Deceuninck-Quick Step DQT   | Deceuninck-Quick Step DQT |
| ------------------------- | --------------------------- | ------------------------- |
| Núm                       | Ciclista                    | Pos                       |
| 61                        | Sam Bennett (IRL) (ruta)    | 105è                      |
| 62                        | Shane Archbold (NZL) (ruta) | 109è                      |
| 63                        | Mattia Cattaneo (ITA)       | 45è                       |
| 64                        | James Knox (GBR)            | 55è                       |
| 65                        | Michael Mørkøv (DEN) (ruta) | NP-5                      |
| 66                        | Pieter Serry (BEL)          | 32è                       |
| 67                        | Stijn Steels (BEL)          | 107è                      |

| Groupama-FDJ GFC | Groupama-FDJ GFC          | Groupama-FDJ GFC |
| ---------------- | ------------------------- | ---------------- |
| Núm              | Ciclista                  | Pos              |
| 71               | Arnaud Démare (FRA)       | 90è              |
| 72               | David Gaudu (FRA)         | 4t               |
| 73               | Jacopo Guarnieri (ITA)    | 115è             |
| 74               | Ignatas Konovalovas (LTU) | 104è             |
| 75               | Miles Scotson (AUS)       | NP-2             |
| 76               | Bruno Armirail (FRA)      | 33è              |
| 77               | Ramon Sinkeldam (NED)     | 82è              |

| Israel Start-Up Nation ISN | Israel Start-Up Nation ISN  | Israel Start-Up Nation ISN |
| -------------------------- | --------------------------- | -------------------------- |
| Núm                        | Ciclista                    | Pos                        |
| 81                         | Rudy Barbier (FRA)          | 133è                       |
| 82                         | Matthias Brändle (AUT)      | 123è                       |
| 83                         | Alexander Cataford (CAN)    | 68è                        |
| 84                         | Alex Dowsett (GBR)          | 94è                        |
| 85                         | Omer Goldstein (ISR)        | 52è                        |
| 86                         | Daniel Navarro García (ESP) | 17è                        |
| 87                         | Rick Zabel (GER)            | 75è                        |

| Lotto-Soudal LTS | Lotto-Soudal LTS         | Lotto-Soudal LTS |
| ---------------- | ------------------------ | ---------------- |
| Núm              | Ciclista                 | Pos              |
| 91               | Caleb Ewan (AUS)         | 95è              |
| 92               | Steff Cras (BEL)         | DNF-4            |
| 93               | Jasper De Buyst (BEL)    | 98è              |
| 94               | Carl Fredrik Hagen (NOR) | 51è              |
| 95               | Adam Hansen (AUS)        | 102è             |
| 96               | Rémy Mertz (BEL)         | 100è             |
| 97               | Tosh Van der Sande (BEL) | 93è              |

| Mitchelton-Scott MTS | Mitchelton-Scott MTS  | Mitchelton-Scott MTS |
| -------------------- | --------------------- | -------------------- |
| Núm                  | Ciclista              | Pos                  |
| 101                  | Adam Yates (GBR)      | 1r                   |
| 102                  | Jack Bauer (NZL)      | 91è                  |
| 103                  | Tsgabu Grmay (ETH)    | 60è                  |
| 104                  | Kaden Groves (AUS)    | 126è                 |
| 105                  | Michael Hepburn (AUS) | 84è                  |
| 106                  | Luka Mezgec (SLO)     | 88è                  |
| 107                  | Callum Scotson (AUS)  | 131è                 |

| Movistar Team MOV | Movistar Team MOV                        | Movistar Team MOV |
| ----------------- | ---------------------------------------- | ----------------- |
| Núm               | Ciclista                                 | Pos               |
| 111               | Alejandro Valverde Belmonte (ESP) (ruta) | 12è               |
| 112               | Héctor Carretero Milla (ESP)             | 29è               |
| 113               | Dario Cataldo (ITA)                      | 64è               |
| 114               | Iñigo Elosegui (ESP)                     | 83è               |
| 115               | Albert Torres Barceló (ESP)              | 121è              |
| 116               | José Joaquín Rojas Gil (ESP)             | 47è               |
| 117               | Sergio Samitier (ESP)                    | 61è               |

| NTT Pro Cycling NTT | NTT Pro Cycling NTT             | NTT Pro Cycling NTT |
| ------------------- | ------------------------------- | ------------------- |
| Núm                 | Ciclista                        | Pos                 |
| 121                 | Domenico Pozzovivo (ITA)        | 14è                 |
| 122                 | Victor Campenaerts (BEL)        | 43è                 |
| 123                 | Michael Carbel Svendgaard (DEN) | 110è                |
| 124                 | Stefan de Bod (RSA)             | NP-4                |
| 125                 | Jay Robert Thomson (RSA)        | NP-4                |
| 126                 | Max Walscheid (GER)             | 122è                |
| 127                 | Danilo Wyss (SUI)               | 63è                 |

| Team Ineos INS | Team Ineos INS                  | Team Ineos INS |
| -------------- | ------------------------------- | -------------- |
| Núm            | Ciclista                        | Pos            |
| 131            | Christopher Froome (GBR)        | 71è            |
| 132            | Andrey Amador Bikkazakova (CRC) | 65è            |
| 133            | Edward Dunbar (IRL)             | 11è            |
| 134            | Michał Gołaś (POL)              | 79è            |
| 135            | Christian Knees (GER)           | 78è            |
| 136            | Salvatore Puccio (ITA)          | 69è            |
| 137            | Carlos Rodríguez Cano (ESP)     | 72è            |

| Jumbo-Visma TJV | Jumbo-Visma TJV           | Jumbo-Visma TJV |
| --------------- | ------------------------- | --------------- |
| Núm             | Ciclista                  | Pos             |
| 141             | Dylan Groenewegen (NED)   | 113è            |
| 142             | Koen Bouwman (NED)        | 24è             |
| 143             | Jos van Emden (NED)       | 74è             |
| 144             | Tony Martin (GER)         | 99è             |
| 145             | Christoph Pfingsten (GER) | 86è             |
| 146             | Laurens De Plus (BEL)     | NP-2            |
| 147             | Timo Roosen (NED)         | 76è             |

| Team Sunweb SUN | Team Sunweb SUN              | Team Sunweb SUN |
| --------------- | ---------------------------- | --------------- |
| Núm             | Ciclista                     | Pos             |
| 151             | Wilco Kelderman (NED)        | 6è              |
| 152             | Asbjørn Kragh Andersen (DEN) | 112è            |
| 153             | Alberto Dainese (ITA)        | 124è            |
| 154             | Jai Hindley (AUS)            | 28è             |
| 155             | Max Kanter (GER)             | 85è             |
| 156             | Robert Power (AUS)           | 48è             |
| 157             | Florian Stork (GER)          | 36è             |

| Trek-Segafredo TFS | Trek-Segafredo TFS       | Trek-Segafredo TFS |
| ------------------ | ------------------------ | ------------------ |
| Núm                | Ciclista                 | Pos                |
| 161                | Giulio Ciccone (ITA)     | 19è                |
| 162                | Gianluca Brambilla (ITA) | 22è                |
| 163                | William Clarke (AUS)     | 101è               |
| 164                | Nicola Conci (ITA)       | 59è                |
| 165                | Niklas Eg (DEN)          | 15è                |
| 166                | Charlie Quaterman (GBR)  | 120è               |
| 167                | Kiel Reijnen (USA)       | 89è                |

| UAE Team Emirates UAD | UAE Team Emirates UAD                        | UAE Team Emirates UAD |
| --------------------- | -------------------------------------------- | --------------------- |
| Núm                   | Ciclista                                     | Pos                   |
| 171                   | Tadej Pogačar (SLO)                          | 2n                    |
| 172                   | Sven Erik Bystrøm (NOR)                      | 57è                   |
| 173                   | Davide Formolo (ITA) (ruta)                  | 8è                    |
| 174                   | Fernando Gaviria Rendón (COL)                | 111è                  |
| 175                   | Maximiliano Richeze Araquistain (ARG) (ruta) | 117è                  |
| 176                   | Oliviero Troia (ITA)                         | 129è                  |
| 177                   | Diego Ulissi (ITA)                           | 9è                    |

| Gazprom-RusVelo GAZ | Gazprom-RusVelo GAZ      | Gazprom-RusVelo GAZ |
| ------------------- | ------------------------ | ------------------- |
| Núm                 | Ciclista                 | Pos                 |
| 181                 | Serguei Txernetski (RUS) | 27è                 |
| 182                 | Imerio Cima (ITA)        | 128è                |
| 183                 | Nicolai Cherkasov (RUS)  | 56è                 |
| 184                 | Vladislav Kulikov (RUS)  | 67è                 |
| 185                 | Cristian Scaroni (ITA)   | 108è                |
| 186                 | Dmitri Strakhov (RUS)    | 70è                 |
| 187                 | Ígor Bóiev (RUS)         | 114è                |

| Vini Zabù-KTM THR | Vini Zabù-KTM THR        | Vini Zabù-KTM THR |
| ----------------- | ------------------------ | ----------------- |
| Núm               | Ciclista                 | Pos               |
| 191               | Giovanni Visconti (ITA)  | 42è               |
| 192               | Andrea Garosio (ITA)     | 41è               |
| 193               | Leonardo Tortomasi (ITA) | 106è              |
| 194               | Umberto Marengo (ITA)    | 87è               |
| 195               | Veljko Stojnić (SRB)     | 127è              |
| 196               | Lorenzo Fortunato (ITA)  | 46è               |
| 197               | James Mitri (NZL)        | 80è               |

| AG2R La Mondiale ALM | AG2R La Mondiale ALM    | AG2R La Mondiale ALM |
| -------------------- | ----------------------- | -------------------- |
| Núm                  | Ciclista                | Pos                  |
| 1                    | François Bidard (FRA)   | 31è                  |
| 2                    | Geoffrey Bouchard (FRA) | 18è                  |
| 3                    | Clément Chevrier (FRA)  | 34è                  |
| 4                    | Andrea Vendrame (ITA)   | 54è                  |
| 5                    | Jaakko Hänninen (FIN)   | 25è                  |
| 6                    | Quentin Jauregui (FRA)  | 39è                  |
| 7                    | Lawrence Warbasse (USA) | 37è                  |

| Astana AST | Astana AST                         | Astana AST |
| ---------- | ---------------------------------- | ---------- |
| Núm        | Ciclista                           | Pos        |
| 11         | Aleksei Lutsenko (KAZ) (ruta)      | 3r         |
| 12         | Hernando Bohórquez (COL)           | 38è        |
| 13         | Omar Fraile Matarranz (ESP)        | 66è        |
| 14         | Gorka Izagirre Insausti (ESP)      | 20è        |
| 15         | Merhawi Kudus (ERI)                | 26è        |
| 16         | Óscar Rodríguez Garaicoechea (ESP) | 23è        |
| 17         | Jonas Gregaard Wilsly (DEN)        | 81è        |

| Bahrain McLaren TBM | Bahrain McLaren TBM      | Bahrain McLaren TBM |
| ------------------- | ------------------------ | ------------------- |
| Núm                 | Ciclista                 | Pos                 |
| 21                  | Mark Cavendish (GBR)     | 116è                |
| 22                  | Yukiya Arashiro (JPN)    | 49è                 |
| 23                  | Enrico Battaglin (ITA)   | 92è                 |
| 24                  | Eros Capecchi (ITA)      | 35è                 |
| 25                  | Marco Haller (AUT)       | 96è                 |
| 26                  | Wout Poels (NED)         | 21è                 |
| 27                  | Rafael Valls Ferri (ESP) | 44è                 |

| Bora-Hansgrohe BOH | Bora-Hansgrohe BOH          | Bora-Hansgrohe BOH |
| ------------------ | --------------------------- | ------------------ |
| Núm                | Ciclista                    | Pos                |
| 31                 | Pascal Ackermann (GER)      | 132è               |
| 32                 | Emanuel Buchmann (GER)      | NP-4               |
| 33                 | Patrick Konrad (AUT) (ruta) | 13è                |
| 34                 | Rafał Majka (POL)           | 5è                 |
| 35                 | Gregor Mühlberger (AUT)     | 58è                |
| 36                 | Michael Schwarzmann (GER)   | 125è               |
| 37                 | Rüdiger Selig (GER)         | 130è               |

| CCC Team CCC | CCC Team CCC                         | CCC Team CCC |
| ------------ | ------------------------------------ | ------------ |
| Núm          | Ciclista                             | Pos          |
| 41           | Ilnur Zakarin (RUS)                  | 7è           |
| 42           | Víctor de la Parte González (ESP)    | 10è          |
| 43           | Kamil Gradek (POL)                   | 77è          |
| 44           | Jan Hirt (CZE)                       | 62è          |
| 45           | Pàvel Koixetkov (RUS)                | 30è          |
| 46           | Jakub Mareczko (ITA)                 | 119è         |
| 47           | Francisco José Ventoso Alberdi (ESP) | 97è          |

| Cofidis COF | Cofidis COF               | Cofidis COF |
| ----------- | ------------------------- | ----------- |
| Núm         | Ciclista                  | Pos         |
| 51          | Jesús Herrada López (ESP) | 16è         |
| 52          | Natnael Berhane (ERI)     | 40è         |
| 53          | Nathan Haas (AUS)         | 103è        |
| 54          | Jesper Hansen (DEN)       | 53è         |
| 55          | José Herrada López (ESP)  | 50è         |
| 56          | Stéphane Rossetto (FRA)   | 73è         |
| 57          | Attilio Viviani (ITA)     | 118è        |

| Deceuninck-Quick Step DQT | Deceuninck-Quick Step DQT   | Deceuninck-Quick Step DQT |
| ------------------------- | --------------------------- | ------------------------- |
| Núm                       | Ciclista                    | Pos                       |
| 61                        | Sam Bennett (IRL) (ruta)    | 105è                      |
| 62                        | Shane Archbold (NZL) (ruta) | 109è                      |
| 63                        | Mattia Cattaneo (ITA)       | 45è                       |
| 64                        | James Knox (GBR)            | 55è                       |
| 65                        | Michael Mørkøv (DEN) (ruta) | NP-5                      |
| 66                        | Pieter Serry (BEL)          | 32è                       |
| 67                        | Stijn Steels (BEL)          | 107è                      |

| Groupama-FDJ GFC | Groupama-FDJ GFC          | Groupama-FDJ GFC |
| ---------------- | ------------------------- | ---------------- |
| Núm              | Ciclista                  | Pos              |
| 71               | Arnaud Démare (FRA)       | 90è              |
| 72               | David Gaudu (FRA)         | 4t               |
| 73               | Jacopo Guarnieri (ITA)    | 115è             |
| 74               | Ignatas Konovalovas (LTU) | 104è             |
| 75               | Miles Scotson (AUS)       | NP-2             |
| 76               | Bruno Armirail (FRA)      | 33è              |
| 77               | Ramon Sinkeldam (NED)     | 82è              |

| Israel Start-Up Nation ISN | Israel Start-Up Nation ISN  | Israel Start-Up Nation ISN |
| -------------------------- | --------------------------- | -------------------------- |
| Núm                        | Ciclista                    | Pos                        |
| 81                         | Rudy Barbier (FRA)          | 133è                       |
| 82                         | Matthias Brändle (AUT)      | 123è                       |
| 83                         | Alexander Cataford (CAN)    | 68è                        |
| 84                         | Alex Dowsett (GBR)          | 94è                        |
| 85                         | Omer Goldstein (ISR)        | 52è                        |
| 86                         | Daniel Navarro García (ESP) | 17è                        |
| 87                         | Rick Zabel (GER)            | 75è                        |

| Lotto-Soudal LTS | Lotto-Soudal LTS         | Lotto-Soudal LTS |
| ---------------- | ------------------------ | ---------------- |
| Núm              | Ciclista                 | Pos              |
| 91               | Caleb Ewan (AUS)         | 95è              |
| 92               | Steff Cras (BEL)         | DNF-4            |
| 93               | Jasper De Buyst (BEL)    | 98è              |
| 94               | Carl Fredrik Hagen (NOR) | 51è              |
| 95               | Adam Hansen (AUS)        | 102è             |
| 96               | Rémy Mertz (BEL)         | 100è             |
| 97               | Tosh Van der Sande (BEL) | 93è              |

| Mitchelton-Scott MTS | Mitchelton-Scott MTS  | Mitchelton-Scott MTS |
| -------------------- | --------------------- | -------------------- |
| Núm                  | Ciclista              | Pos                  |
| 101                  | Adam Yates (GBR)      | 1r                   |
| 102                  | Jack Bauer (NZL)      | 91è                  |
| 103                  | Tsgabu Grmay (ETH)    | 60è                  |
| 104                  | Kaden Groves (AUS)    | 126è                 |
| 105                  | Michael Hepburn (AUS) | 84è                  |
| 106                  | Luka Mezgec (SLO)     | 88è                  |
| 107                  | Callum Scotson (AUS)  | 131è                 |

| Movistar Team MOV | Movistar Team MOV                        | Movistar Team MOV |
| ----------------- | ---------------------------------------- | ----------------- |
| Núm               | Ciclista                                 | Pos               |
| 111               | Alejandro Valverde Belmonte (ESP) (ruta) | 12è               |
| 112               | Héctor Carretero Milla (ESP)             | 29è               |
| 113               | Dario Cataldo (ITA)                      | 64è               |
| 114               | Iñigo Elosegui (ESP)                     | 83è               |
| 115               | Albert Torres Barceló (ESP)              | 121è              |
| 116               | José Joaquín Rojas Gil (ESP)             | 47è               |
| 117               | Sergio Samitier (ESP)                    | 61è               |

| NTT Pro Cycling NTT | NTT Pro Cycling NTT             | NTT Pro Cycling NTT |
| ------------------- | ------------------------------- | ------------------- |
| Núm                 | Ciclista                        | Pos                 |
| 121                 | Domenico Pozzovivo (ITA)        | 14è                 |
| 122                 | Victor Campenaerts (BEL)        | 43è                 |
| 123                 | Michael Carbel Svendgaard (DEN) | 110è                |
| 124                 | Stefan de Bod (RSA)             | NP-4                |
| 125                 | Jay Robert Thomson (RSA)        | NP-4                |
| 126                 | Max Walscheid (GER)             | 122è                |
| 127                 | Danilo Wyss (SUI)               | 63è                 |

| Team Ineos INS | Team Ineos INS                  | Team Ineos INS |
| -------------- | ------------------------------- | -------------- |
| Núm            | Ciclista                        | Pos            |
| 131            | Christopher Froome (GBR)        | 71è            |
| 132            | Andrey Amador Bikkazakova (CRC) | 65è            |
| 133            | Edward Dunbar (IRL)             | 11è            |
| 134            | Michał Gołaś (POL)              | 79è            |
| 135            | Christian Knees (GER)           | 78è            |
| 136            | Salvatore Puccio (ITA)          | 69è            |
| 137            | Carlos Rodríguez Cano (ESP)     | 72è            |

| Jumbo-Visma TJV | Jumbo-Visma TJV           | Jumbo-Visma TJV |
| --------------- | ------------------------- | --------------- |
| Núm             | Ciclista                  | Pos             |
| 141             | Dylan Groenewegen (NED)   | 113è            |
| 142             | Koen Bouwman (NED)        | 24è             |
| 143             | Jos van Emden (NED)       | 74è             |
| 144             | Tony Martin (GER)         | 99è             |
| 145             | Christoph Pfingsten (GER) | 86è             |
| 146             | Laurens De Plus (BEL)     | NP-2            |
| 147             | Timo Roosen (NED)         | 76è             |

| Team Sunweb SUN | Team Sunweb SUN              | Team Sunweb SUN |
| --------------- | ---------------------------- | --------------- |
| Núm             | Ciclista                     | Pos             |
| 151             | Wilco Kelderman (NED)        | 6è              |
| 152             | Asbjørn Kragh Andersen (DEN) | 112è            |
| 153             | Alberto Dainese (ITA)        | 124è            |
| 154             | Jai Hindley (AUS)            | 28è             |
| 155             | Max Kanter (GER)             | 85è             |
| 156             | Robert Power (AUS)           | 48è             |
| 157             | Florian Stork (GER)          | 36è             |

| Trek-Segafredo TFS | Trek-Segafredo TFS       | Trek-Segafredo TFS |
| ------------------ | ------------------------ | ------------------ |
| Núm                | Ciclista                 | Pos                |
| 161                | Giulio Ciccone (ITA)     | 19è                |
| 162                | Gianluca Brambilla (ITA) | 22è                |
| 163                | William Clarke (AUS)     | 101è               |
| 164                | Nicola Conci (ITA)       | 59è                |
| 165                | Niklas Eg (DEN)          | 15è                |
| 166                | Charlie Quaterman (GBR)  | 120è               |
| 167                | Kiel Reijnen (USA)       | 89è                |

| UAE Team Emirates UAD | UAE Team Emirates UAD                        | UAE Team Emirates UAD |
| --------------------- | -------------------------------------------- | --------------------- |
| Núm                   | Ciclista                                     | Pos                   |
| 171                   | Tadej Pogačar (SLO)                          | 2n                    |
| 172                   | Sven Erik Bystrøm (NOR)                      | 57è                   |
| 173                   | Davide Formolo (ITA) (ruta)                  | 8è                    |
| 174                   | Fernando Gaviria Rendón (COL)                | 111è                  |
| 175                   | Maximiliano Richeze Araquistain (ARG) (ruta) | 117è                  |
| 176                   | Oliviero Troia (ITA)                         | 129è                  |
| 177                   | Diego Ulissi (ITA)                           | 9è                    |

| Gazprom-RusVelo GAZ | Gazprom-RusVelo GAZ      | Gazprom-RusVelo GAZ |
| ------------------- | ------------------------ | ------------------- |
| Núm                 | Ciclista                 | Pos                 |
| 181                 | Serguei Txernetski (RUS) | 27è                 |
| 182                 | Imerio Cima (ITA)        | 128è                |
| 183                 | Nicolai Cherkasov (RUS)  | 56è                 |
| 184                 | Vladislav Kulikov (RUS)  | 67è                 |
| 185                 | Cristian Scaroni (ITA)   | 108è                |
| 186                 | Dmitri Strakhov (RUS)    | 70è                 |
| 187                 | Ígor Bóiev (RUS)         | 114è                |

| Vini Zabù-KTM THR | Vini Zabù-KTM THR        | Vini Zabù-KTM THR |
| ----------------- | ------------------------ | ----------------- |
| Núm               | Ciclista                 | Pos               |
| 191               | Giovanni Visconti (ITA)  | 42è               |
| 192               | Andrea Garosio (ITA)     | 41è               |
| 193               | Leonardo Tortomasi (ITA) | 106è              |
| 194               | Umberto Marengo (ITA)    | 87è               |
| 195               | Veljko Stojnić (SRB)     | 127è              |
| 196               | Lorenzo Fortunato (ITA)  | 46è               |
| 197               | James Mitri (NZL)        | 80è               |